# 신요코에촌
신요코에촌(新横江村)은 후쿠이현 이마다테군에 있던 촌이다. 현재의 사바에시에 해당한다.

## 역사
- 1889년 4월 1일 - 정촌제 시행에 의해 신요코에촌이 성립하였다.
- 1948년 11월 3일 - 사바에정, 후나쓰촌과 합병해 사바에정이 성립하였다.

## 교통

### 도로
현재는 구촌 지역에 [[호쿠리쿠 자동차 도로의 사바에 인터체인지가 있지만, 당시에는 미개통 상태였다.

## 참고문헌
- 가도카와 일본 지명 대사전 18 福井県